# Bryan Ward-Perkins
Bryan Ward-Perkins ist ein britischer Althistoriker.
Als Sohn des Historikers John Bryan Ward-Perkins ist er in Rom geboren und aufgewachsen und spricht seit seiner Kindheit Italienisch. Er wurde in Geschichte promoviert, arbeitet aber auch als Archäologe. Er war bis 2019 Fellow und Tutor für Geschichte am Trinity College in Oxford.
Seine Forschungsschwerpunkte sind die Spätantike sowie die Stadt- und Wirtschaftsgeschichte.

## Schriften (Auswahl)
- From classical antiquity to the Middle Ages. Urban public building in northern and central Italy AD 300–850. Oxford 1984, ISBN 0-19-821898-2.
- als Herausgeber mit Averil Cameron und Michael Whitby:  Late antiquity. Empire and successors, A.D. 425–600. Cambridge 2004, ISBN 0-521-32591-9.
- Der Untergang des Römischen Reiches und das Ende der Zivilisation. Darmstadt 2007, ISBN 978-3-534-19734-7.
- als Herausgeber mit R. R. R. Smith: The last statues of antiquity. Oxford 2016, ISBN 978-0-19-875332-2.